# At (Unix)
En sistemes operatius Unix-like l'ordre at s'utilitza per a planificar l'execució d'una ordre en un moment concret del futur. A diferència d'altres comandes com cron, la comanda només s'executa un cop i no pas de forma periòdica.

## Exemple
La següent ordre apagarà el sistema a les 10 de la nit:
```
# echo "halt" | at 11 PM
warning: commands will be executed using /bin/sh
job 1 at Thu Dec 4 23:00:00 2008
```

Podeu consultar les tasques pendents amb:
```
# at -l
1	Thu Dec 4 23:00:00 2008 a root 
```